# Johann Sigismund von Mösting

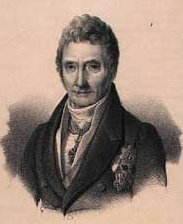
Johannes von Mösting

Johann(es) Sigismund von Mösting bzw. Johan Sigismund Møsting (* 2. November 1759 auf der Insel Møn; † 16. September 1843 in Kopenhagen) war ein dänischer Adeliger und Staatsmann in Diensten des Königshauses.
Nach umfassender Ausbildung studierte er Jus in Kopenhagen, war 1789 Amtmann des Amts Hadersleben, nach 1803 Leiter der königlich deutschen Kanzlei und wurde 1813 Direktor der dänischen Reichsbank. Später leitete er die Rentekammer und war bis 1831 dänischer Finanzminister, danach Premierminister. 1838 übernahm er die Leitung der königlichen Bibliothek.
Naturwissenschaftlich sehr interessiert, gründete er 1823 mit dem Hamburger Professor Heinrich Christian Schumacher die bis heute bestehende Zeitschrift Astronomische Nachrichten. Überliefert sind auch ein intensiver Briefwechsel mit Persönlichkeiten seiner Zeit, u. a. mit dem der Aufklärung gegenüber aufgeschlossenen dänischen Kronprinzen und späteren König Friedrich VI. und mit Herzog Christian August von Schleswig-Holstein, sowie Vorschläge zur Ernennung verschiedener Hochschulprofessoren. Seit 1810 war er Ehrenmitglied der Königlich Dänischen Akademie der Wissenschaften.
Er wurde 1803 mit dem Dannebrogorden und 1815 mit dem Elefanten-Orden ausgezeichnet.
In Würdigung seines Beitrags zum astronomischen Informationsaustausch wurde der Mondkrater Mösting nach ihm benannt, dessen exakt kreisförmiger Nebenkrater Mösting A der Hauptpunkt des selenografischen Koordinatensystems wurde.